# Émile Cornic
Pour les articles homonymes, voir Cornic.
Émile Albert Yvon Cornic, né le 23 février 1894 à Sucy-en-Brie (Seine-et-Oise) et mort le 20 août 1964 à Brest (Finistère), est un escrimeur français, ayant pour arme l'épée.

## Biographie
Émile Cornic est champion de France en 1926 à l'épée. Il bat en finale Georges Buchard.
Il est ensuite vice-champion olympique d'escrime, dans l'épreuve d'épée par équipes lors des Jeux olympiques d'été de 1928 à Amsterdam, qui est sa seule participation olympique.